# ウィリアム・M・ウォルファース
ウィリアム・M・ウォルファース（William M. Wolfarth、1906年6月30日 – 1993年3月25日）は、マイアミ市長。
シカゴで育ち、1934年にマイアミに引っ越した。1935年、最初のパン屋のチェーン (Cushman Bakeries) を開いた。1949年から1951年までマイアミ市長を務め、1951年から1953年までcommissioner（義母のアン・ガルハウスが秘書を務めた）を務めた。後に取り壊されたマイアミの繁華街にあるthe original Art Deco main public Library 建設に関する責任があった。加えて、the Morningside poolを建設した。そこには現在もウォルファースを記念した銘板が架けられている。1959年、マイアミの分離政策を維持するため、ロバート・キング・ハイの対抗馬として再び市長に立候補したが、落選した。
1936年、アトランタのメアリー・アグネス・ガルハウス（1912年 – 1992年）と結婚した。6人の子供がおり、1986年にGesu Catholic Churchで結婚の「誓いの更新」を行った。
1993年、マイアミで死去した。